# Chicago VII
Chicago VII är ett musikalbum av Chicago. Albumet spelades in under höstmånaderna 1973 och släpptes i mars 1974 på skivbolaget Columbia. Albumet släpptes som dubbel-LP och det kom att bli gruppens hittills sista album i det formatet. Gruppmedlemmarna var oeniga om man skulle satsa på mer ren jazzinspirerad musik, eller den mer konventionella jazzpopstil som de haft på de två föregående albumen, och det blev till slut en mix av långa jazzstycken och kortare poplåtar. "Call on Me och "Wishing You Were Here" släpptes som singlar.

## Låtlista
1. "Prelude to Aire" - 2:47
2. "Aire" - 6:27
3. "Devil's Sweet" - 10:07
4. "Italian From New York" - 4:14
5. "Hanky Panky" - 1:53
6. "Life Saver" - 5:18
7. "Happy Man" - 3:34
8. "(I've Been) Searchin' So Long" - 4:29
9. "Mongonucleosis" - 3:26
10. "Song of the Evergreens" - 5:20
11. "Byblos" - 6:18
12. "Wishing You Were Here" - 4:37
13. "Call on Me" - 4:02
14. "Woman Don't Want to Love Me" - 4:35
15. "Skinny Boy" - 5:12

## Listplaceringar
| Lista (1974) | Position           |
| ------------ | ------------------ |
| Kanada       | 4 (RPM)            |
| Norge        | 13 (VG-lista)      |
| Sverige      | XX* (Kvällstoppen) |
| USA          | 1 (Billboard 200)  |